# Brigade (cuisine)
Pour les articles homonymes, voir Brigade (homonymie).
 (novembre 2021).
Si vous disposez d'ouvrages ou d'articles de référence ou si vous connaissez des sites web de qualité traitant du thème abordé ici, merci de compléter l'article en donnant les références utiles à sa vérifiabilité et en les liant à la section « Notes et références ».
 (18 octobre 2021).

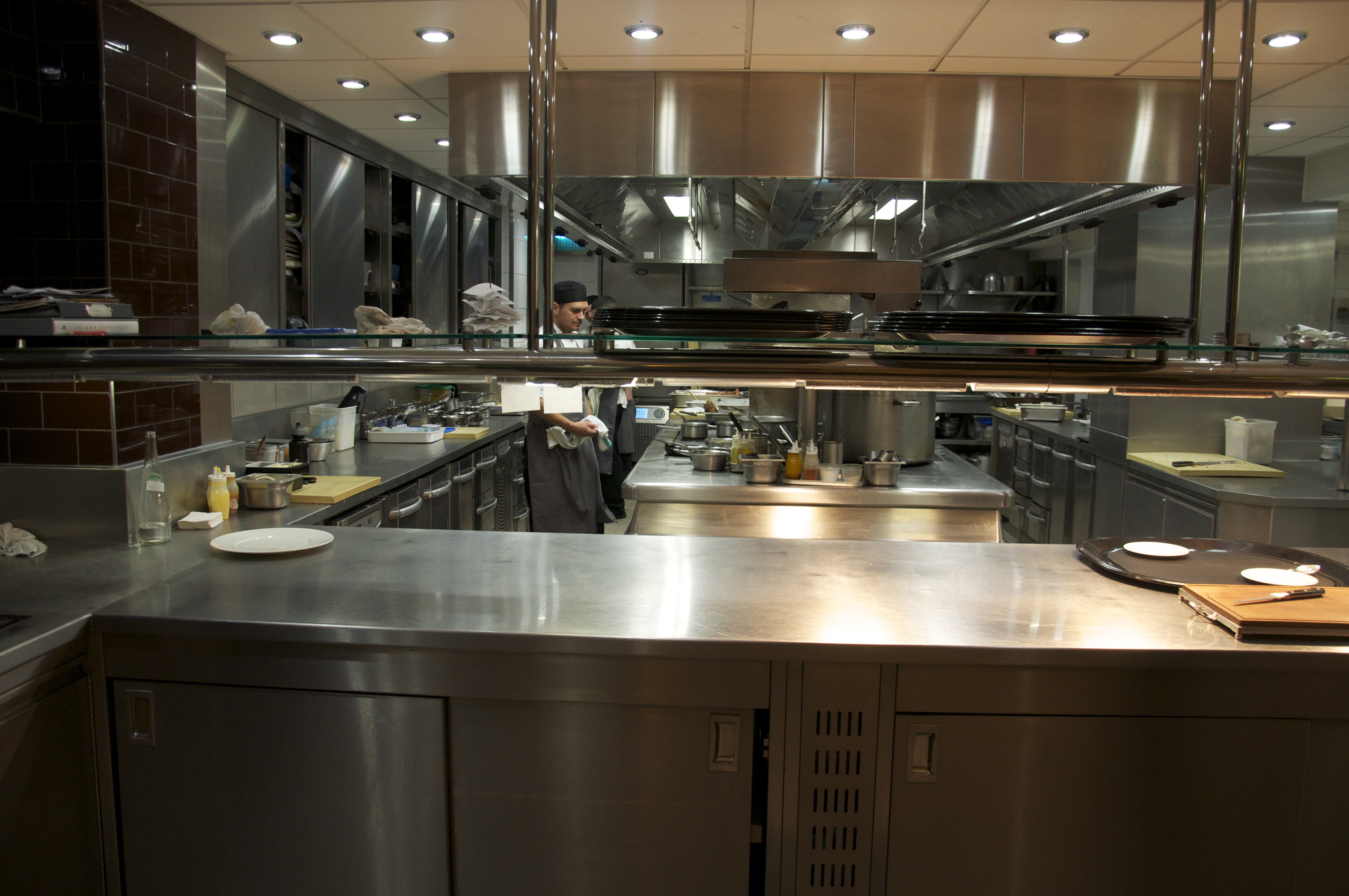
Au passe d'un restaurant, l'aboyeur annonce le nombre de couverts et numéro de table, accroche les bons de commande des clients à une étagère ou un tableau. Après avoir donné le signal aux chefs de partie concernés par cette annonce, d'entamer une procédure de production, ces derniers lui répondent par « oui, chef ! » (passe du restaurant Pétrus à Londres).

Une brigade de cuisine est une équipe de cuisiniers travaillant dans un restaurant. Elle est dirigée par le chef cuisinier secondé d'un ou plusieurs sous-chefs (ou seconds de cuisine) et chefs de partie. Le nombre varie suivant l'importance de l'établissement. Les chefs de partie sont aidés, selon leur tâche, par les premiers commis, les commis, les apprentis et les stagiaires.

## Histoire

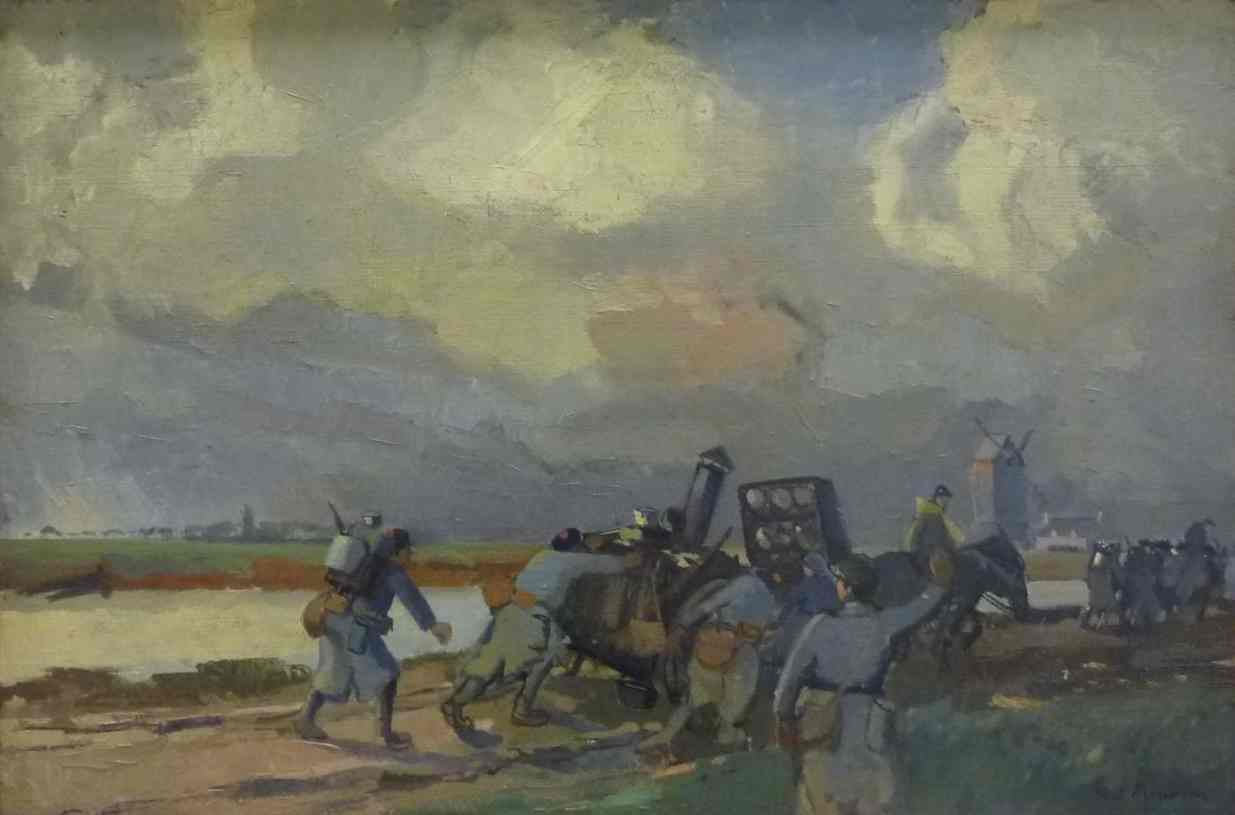
La cuisine roulante brigade des fusiliers marins, guerre de 1914, Paul Morchain peintre, Musée national de la Marine.

Le terme de « brigade en cuisine » a d'abord été imaginé par Auguste Escoffier, à qui est communément attribuée la paternité de l'expression. Le « roi des cuisiniers » s'inspire de son passage dans l'armée française pour théoriser ce système hiérarchique en cuisine sur le modèle de la brigade militaire.

## Schéma de la hiérarchie
- Chef de cuisine
- Sous-chef (ou second de cuisine)
- Chef de partie, aboyeur (annonce les plats) et tournant (remplace les chefs de partie en repos)
- Commis
- Plongeur
- Aide cuisinier ou aide de cuisine (apprentis, stagiaires)
- Communard[3], prépare les repas du personnel.

## Organisation

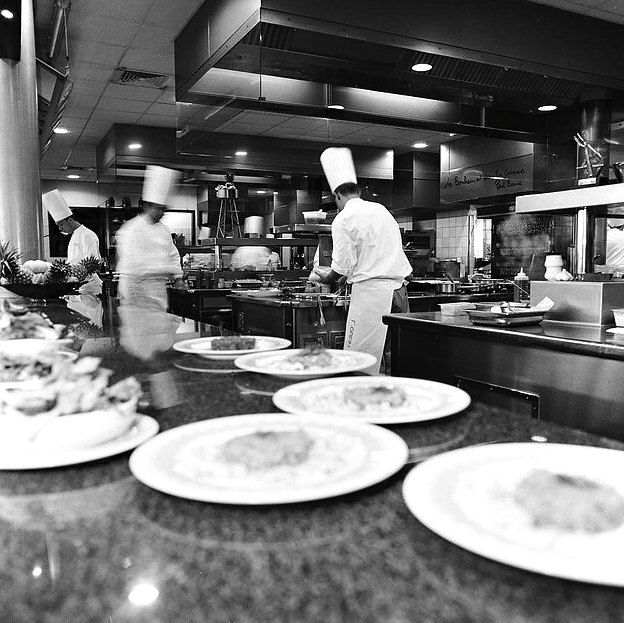
Brigade en action en 2007 à L'Auberge du Pont de Collonges, restaurant fondé par le chef cuisinier Paul Bocuse.

Cette organisation est basée sur un restaurant gastronomique ayant obtenu deux macarons au Michelin (deux étoiles) pour 120 couverts et un menu dégustation au prix de 250 euros.
- Le chef cuisinier exécutif crée les cartes pour le ou les restaurants du groupe.
- Le chef de cuisine applique, crée, supervise, contrôle. Il est responsable de l'ensemble des articulations de la brigade, de l'envoi des plats, de l'administratif et de la bonne tenue de la cuisine.
- Le premier second de cuisine épaule le chef de cuisine sur sa fonction comme sur la carte (plat du jour, suggestion). Il applique ses ordres et remplace le chef pendant ses repos et ses congés.
- Le second de cuisine a une fonction identique. Il remplace le premier second durant ses repos et ses congés.
- Le premier chef de partie peut porter le nom de chef de partie tournant. Il peut proposer des idées sur les plats du jour et suggestions. Il remplace également les chefs de partie sur leur poste pendant leurs repos et congés.
- Le garde-manger élabore les entrées, les amuse bouches, les plats froids.
- Le chef de partie garde-manger est responsable de sa partie. Il contrôle le travail du demi chef de partie et du commis. On exige de lui un certain niveau de cuisine et une expérience élevée.
- Le demi chef de partie garde-manger doit posséder un bon niveau de cuisine et une expérience élevée.
- Le commis de cuisine garde-manger soutient sa partie sur les préparations (niveau de cuisine confirmé).
- L'apprenti(e) CAP (en alternance CFA) est présent deux à trois semaines par mois. Il aide sa partie et n'a pas de vacances scolaires.
- Un stagiaire en bac professionnel lycée professionnel période courte.
- Le poste viande est souvent le poste le plus important : s'y prépare tout ce qui concerne les plats de viandes et leurs envois.
  - Le chef de partie viande assure la préparation, le taillage, la mise en portion et la cuisson (niveau chevronné).
  - Le demi chef partie viande prépare des garnitures (expérience et niveau élevés).
  - Le commis de cuisine viande soutient sa partie sur les préparations (niveau confirmé).
- L'apprenti(e) bac professionnel (en alternance) aide aux tâches. Il est présent deux semaines par mois et n'a pas de vacances scolaires.
- Le stagiaire adulte en licence (exemple : École cordon bleu ancien, cadre à Hong Kong en reconversion)[pas clair].
- Le poste du poisson concerne les plats à base de poisson.
  - Le chef de partie poisson prépare puis partage en portion les poissons. Il élabore aussi des sauces.
  - Le demi chef de partie poisson prépare les garnitures.
  - Le commis de cuisine poisson aide aux préparations.
- Le stagiaire adulte (licence).
- La pâtisserie (ou laboratoire pâtisserie) s'organise de la même façon qu'un autre poste (chef de partie pâtisserie, demi chef de partie, commis pâtissier, apprenti, stagiaire).
  - Le chef pâtissier élabore lui-même sa carte ou pas, suivant le niveau d'implication du chef de cuisine. Il peut aussi très bien travailler de concert avec lui sur sa carte. Il peut encore reproduire les recettes du chef exécutif, etc.

Le saucier, souvent un chef de partie, peut être le premier chef de partie ou un chef de partie tournant. Il s'occupe de la préparation de toutes les sauces pour décharger le travail des chefs de partie ou par choix technique.
Le premier commis est généralement le plus ancien commis. Il peut aussi tourner sur d'autres postes.

## Service
En général, le chef reçoit les commandes et les annonce à sa brigade, il prend le rôle de l'aboyeur. Il répartit les commandes sur une réglette qui lui permettra de suivre les tables pendant le service et de s'y retrouver pendant le coup de feu.
Commande annoncée pour l'exemple :
Un tournedos Rossini. Le chef de partie à la viande met en cuisson le tournedos et met sa sauce au foie gras et brisure de truffe en chauffe pendant que son demi chef de partie prépare sa purée de pommes de terre à la truffe puis la dresse dans son assiette chaude. Une fois le tournedos cuit, le chef de partie dispose la tranche de foie gras sous la salamandre (grill), le demi chef de partie récupère le tournedos, le dresse sur l'assiette et verse la sauce sur la viande pendant que le commis décore l'assiette avec des lamelles de truffe, de ciboulette ciselée et des chips d'oignon glacées au sucre glace. L'assiette est ensuite envoyée au passe devant le chef et le second qui vérifient et terminent le dressage par une décoration et une pincée de fleur de sel. Ceci est un exemple de fonctionnement de brigade.
La base de l'organisation de la brigade n'a pas changé depuis Auguste Escoffier. Par extension, « brigade » s'applique également aux employés qui travaillent en salle. Une brigade actuelle comprend donc aussi bien la « brigade de cuisine » que la « brigade de salle ».